# James Ross Snowden
James Ross Snowden (ur. 9 grudnia 1809 w Chester, zm. 21 marca 1878 w Hulmesville) – amerykański polityk, prawnik i wojskowy, uczestnik wojny secesyjnej. Członek Izby Reprezentantów Pensylwanii w latach 1838–1844, przewodniczący Izby Reprezentantów w latach 1842–1844, skarbnik stanu Pensylwania w latach 1845–1847, dyrektor U.S. Mint w latach 1853–1861.

## Życiorys
Urodził się 9 grudnia 1809 roku w Chester w harbstwie Delaware (Pensylwania). Jego ojciec, Nathaniel, był jednym z założycieli Kościoła Prezbiteriańskiego Stanów Zjednoczonych.
Studiował w Dickinson College, gdzie jego ojciec był profesorem. W 1828 roku został przyjęty do palestry hrabstwa Venango. Otworzył także praktykę prawną i został mianowany na stanowisko zastępcy prokuratora hrabstwa Venango. W 1838 roku wybrany do Izby Reprezentantów Pensylwanii, do której trzykrotnie zdobył reelekcję w latach 1840, 1842 i 1844. W 1842 roku został wybrany również przewodniczącym tejże Izby, ponownie wybrano go na tę funkcję także w 1844 roku. W trakcie zasiadania w Izbie Reprezentantów Pensylwanii mianowano go pułkownikiem pułku piechoty ochotników. W latach 1845–1846 był skarbnikiem Pensylwanii. W 1845 roku otrzymał tytuł master of arts na Jefferson College.
W 1847 prezydent James K. Polk mianował go skarbnikiem U.S. Mint. Funkcję tę sprawował do 1850 roku. W tym samym roku został radcą prawnym Pennsylvania Railroad Company. Zrezygnował z tego stanowiska na rzecz mianowania go w 1853 roku na dyrektora U.S. Mint. W latach 50. XIX wieku w Stanach Zjednoczonych zaczęło rosnąć zainteresowanie kolekcjonowaniem monet, co Snowden postanowił wykorzystać. W liście do sekretarza skarbu Howella Cobba z 22 stycznia 1859 informował o dużym zainteresowaniu w szczególności rzadkimi i próbnymi monetami. Zaproponował, aby wybić po kilka egzemplarzy każdej monety, a zyski osiągnięte ze sprzedaży przeznaczyć na rozwój izby z kolekcją monet U.S. Mint. Na swoją prośbę Snowden nie otrzymał odpowiedzi, co David Bowers uważa za argument podający w wątpliwość legalność bicia np. dolara Draped Bust z rokiem 1804. W tym samym roku zarządził zmianę wizerunków monet o nominale 50 centów i 20 dolarów (Double Eagle). Na przełomie 1859 i 1860 roku nakazał wznowienie emisji dolara Gobrechta. Wokół tej decyzji narosły kontrowersje, ponieważ nie była z nikim konsultowana. Część pracowników mennicy posiadała dostęp do stempli dolarów Gobrechta, wybijała je i sprzedawała kolekcjonerom samowolnie. Co więcej, Snowden oferował kolekcjonerom monety w różnych stanach. Obiegowe stany miano osiągać poprzez umieszczanie monet w obrotowych bębnach z kawałkami metalu. Robert W. Julian twierdzi, że działalność Snowdena wynikała prawdopodobnie z przeświadczenia, iż wszystkie dolary Gobrechta z lat 1836–1839 były tylko próbami. Jako dyrektor amerykańskiej mennicy stworzył w Waszyngtonie gabinet numizmatyczny mennicy, w którym prezentowana była kolekcja U.S. Mint.
W 1861 roku został mianowany pronotariuszem Sądu Najwyższego Pensylwanii. W trakcie wojny secesyjnej służył w stopniu podpułkownika w Philadelphia First Regiment of Home Guards. Jednostka zaoferowała swój udział w działaniach zbrojnych, jednak nie została wykorzystana w boju. W 1873 roku powrócił do praktyki prawniczej w Filadelfii.
Zmarł w Hulmesville 21 marca 1878 roku. Został pochowany na Laurel Hill Cemetery w Filadelfii.

## Życie prywatne
13 września 1848 roku poślubił Susan Engle Patterson. Mieli wspólnie pięcioro lub dziewięcioro dzieci.

## Publikacje
Snowden jest autorem publikacji na temat numizmatyki:
- Description of Ancient and Modern Coins in the Cabinet Collection at the Mint of the United States, J. B. Lippincott, Philadelphia 1860.
- A Description of the Medals of Washington: Of National and Miscellaneous Medals and of Other Objects of Interest in the Museum of the Mint, J. B. Lippincott, Philadelphia 1861.
- The Coins of the Bible, and Its Money Terms, Presbyterian Board of Publication, Philadelphia 1864.